# Clemente Grosso della Rovere
Clemente Grosso della Rovere (Savona, 1462 – Roma, 18 de Agosto de 1504) foi bispo e cardeal católico romano.
Clemente Grosso della Rovere nascido em Savona, ca. 1462, filho de Antonio Grosso e Maria Basso della Rovere, membro da Casa de Della Rovere; era sobrinho-neto do Papa Sisto IV e sobrinho do Cardeal Girolamo della Rovere. Um dos seus irmãos, Leonardo Grosso della Rovere, também se tornou um cardeal.
No início de sua vida, se juntou aos Cordeliers em Savona. Tornou-se então um referendário da Signatura Apostólica; também foi tesoureiro papal em Perugia.
Em 27 de outubro de 1483, foi eleito bispo de Mende. Em 1495, o cardeal Giuliano della Rovere nomeou-o vice-legado em Avinhão. Tornou-se reitor do Condado Venaissino em 1496. Por causa da sua saúde debilitada, deixou Avinhão em 11 de abril de 1502.
O Papa Júlio II fez dele cardeal-presbítero no consistório de 29 de novembro de 1503; recebeu o chapéu vermelho em 4 de dezembro de 1503, e o titulus de protetor dos Santos Apóstolos em 6 de dezembro de 1503. Devido a problemas de saúde, retirou-se para Perugia em 1504.
Faleceu em Roma em 18 de agosto de 1504, sendo enterrado na Basílica de São Pedro.